# Bernardo Bernardi (scultore)
Bernardo Bernardi (Bologna, ... – ...; fl. XIX secolo) è stato uno scultore italiano.

## Biografia
Bernardo Bernardi, scultore neoclassico bolognese di cui si sa poco, fu attivo a Bologna verso la metà del XIX secolo.
Eseguì le statue dei santi Giovanni Battista e Giovanni Evangelista per il Santuario della Madonna dei Poveri o di Santa Maria Regina dei Cieli e le statue dei profeti Davide e Isaia, rispettivamente con gli attributi della cetra e della sega, per la Chiesa dell'Assunta di Medicina.
Varie sue sculture funerarie sono conservate nel cimitero monumentale della Certosa di Bologna: i monumenti Astolfi A., Astolfi G., Collalto, Gibelli, Ghedini, Lagorio, Piana, Sibaud G., Zucchini.

## Galleria d'immagini

Monumenti funebri nella Certosa di Bologna
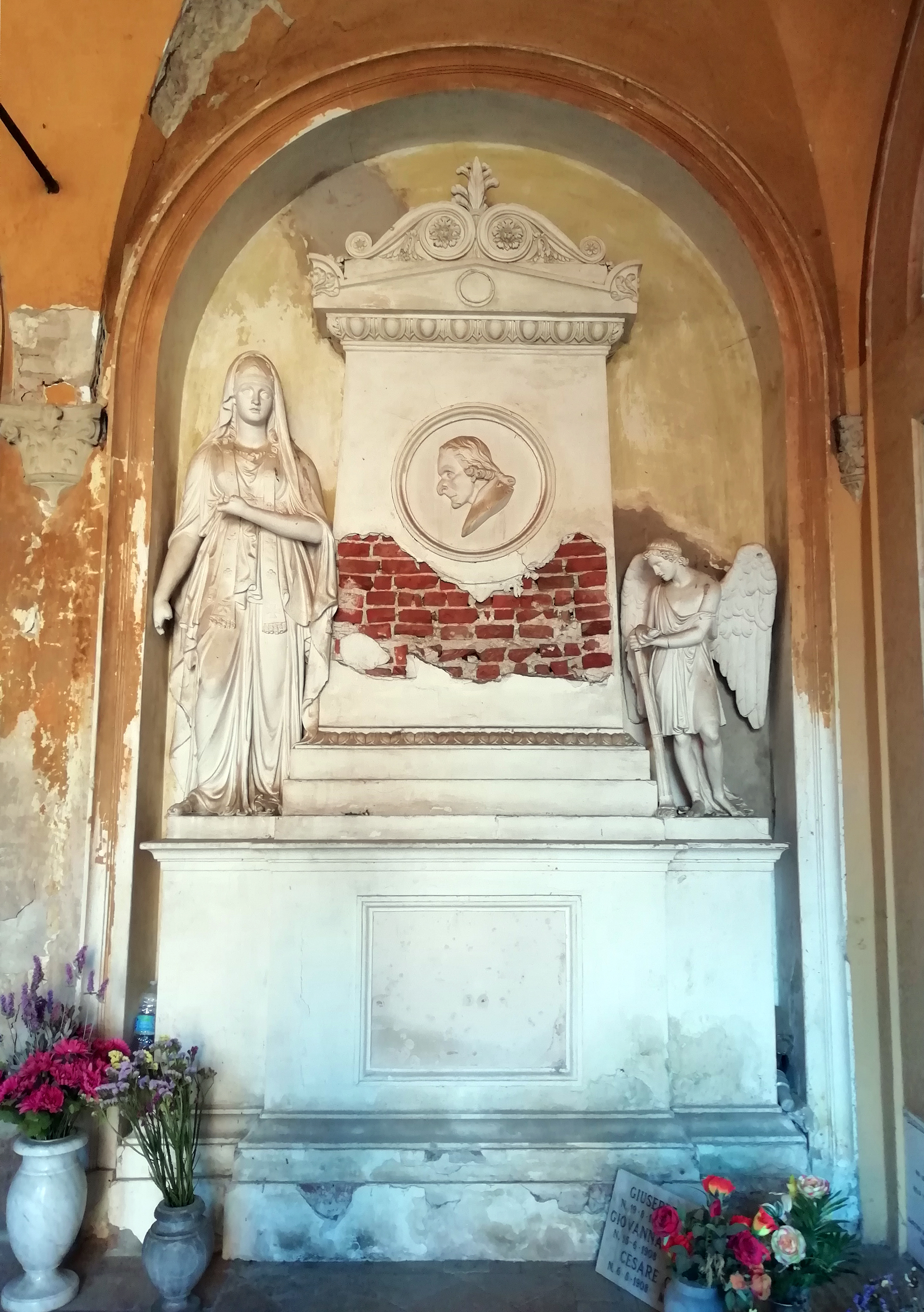
Monumento Piana
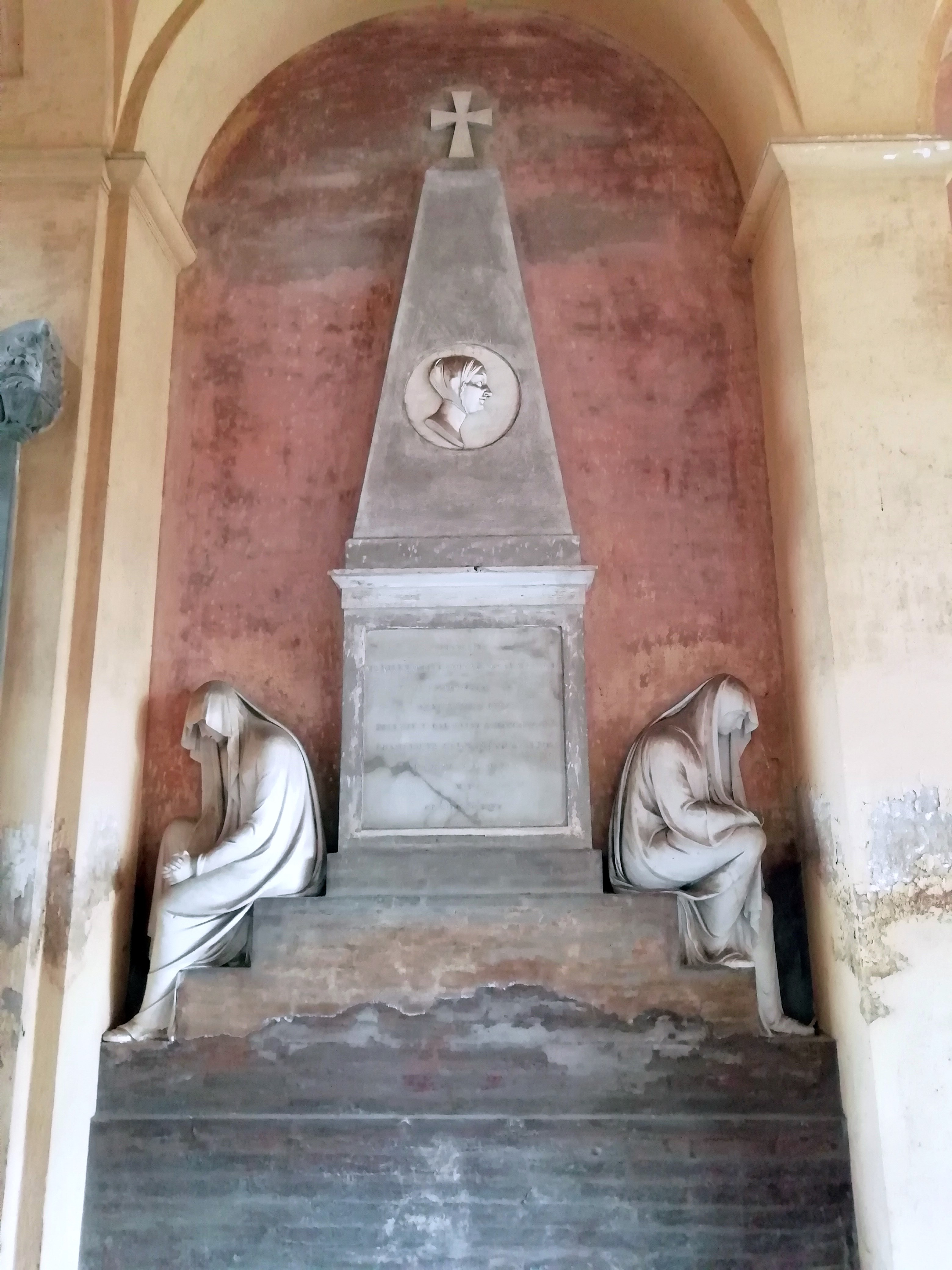
Monumento Collalto
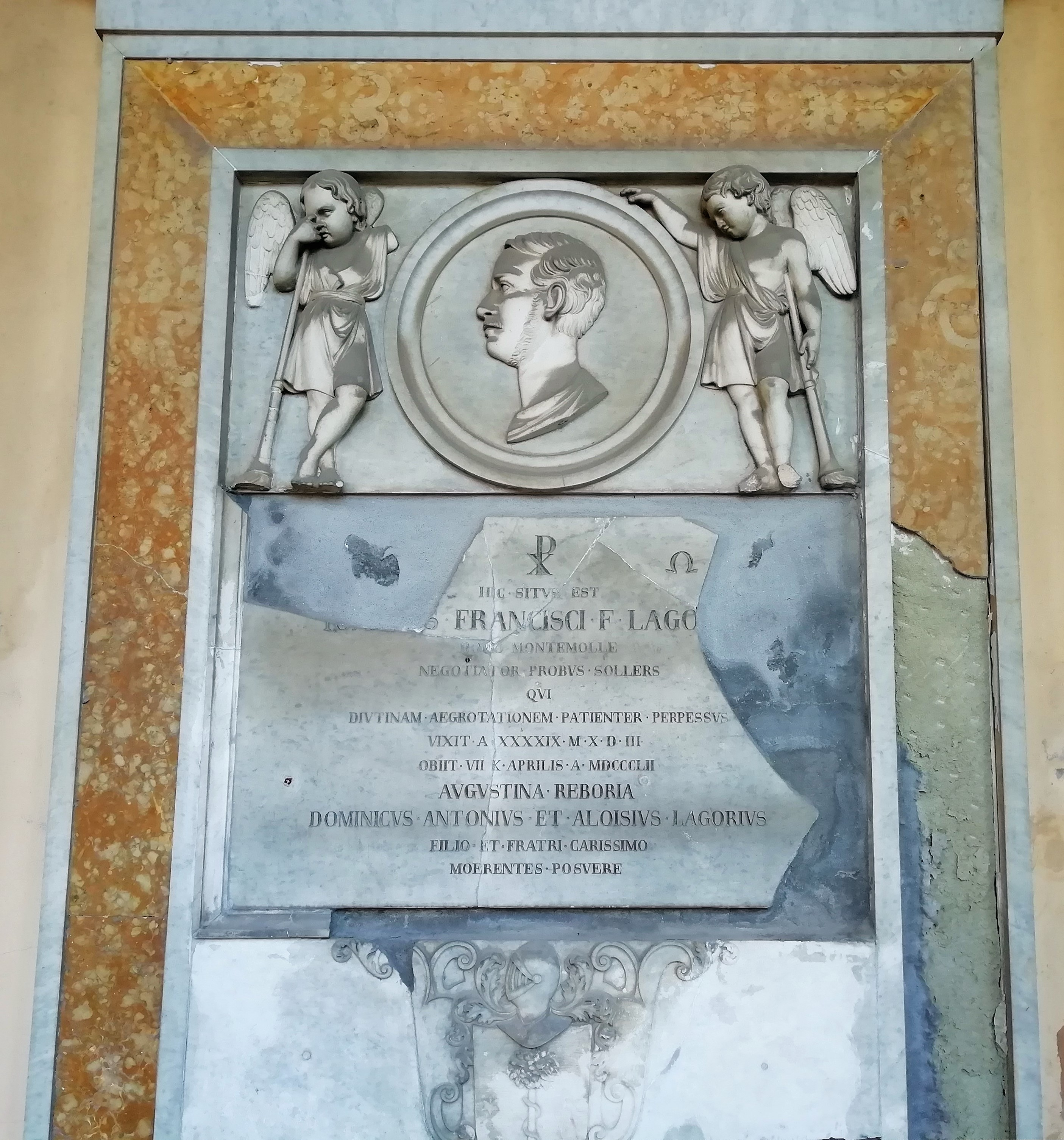
Monumento Lagorio
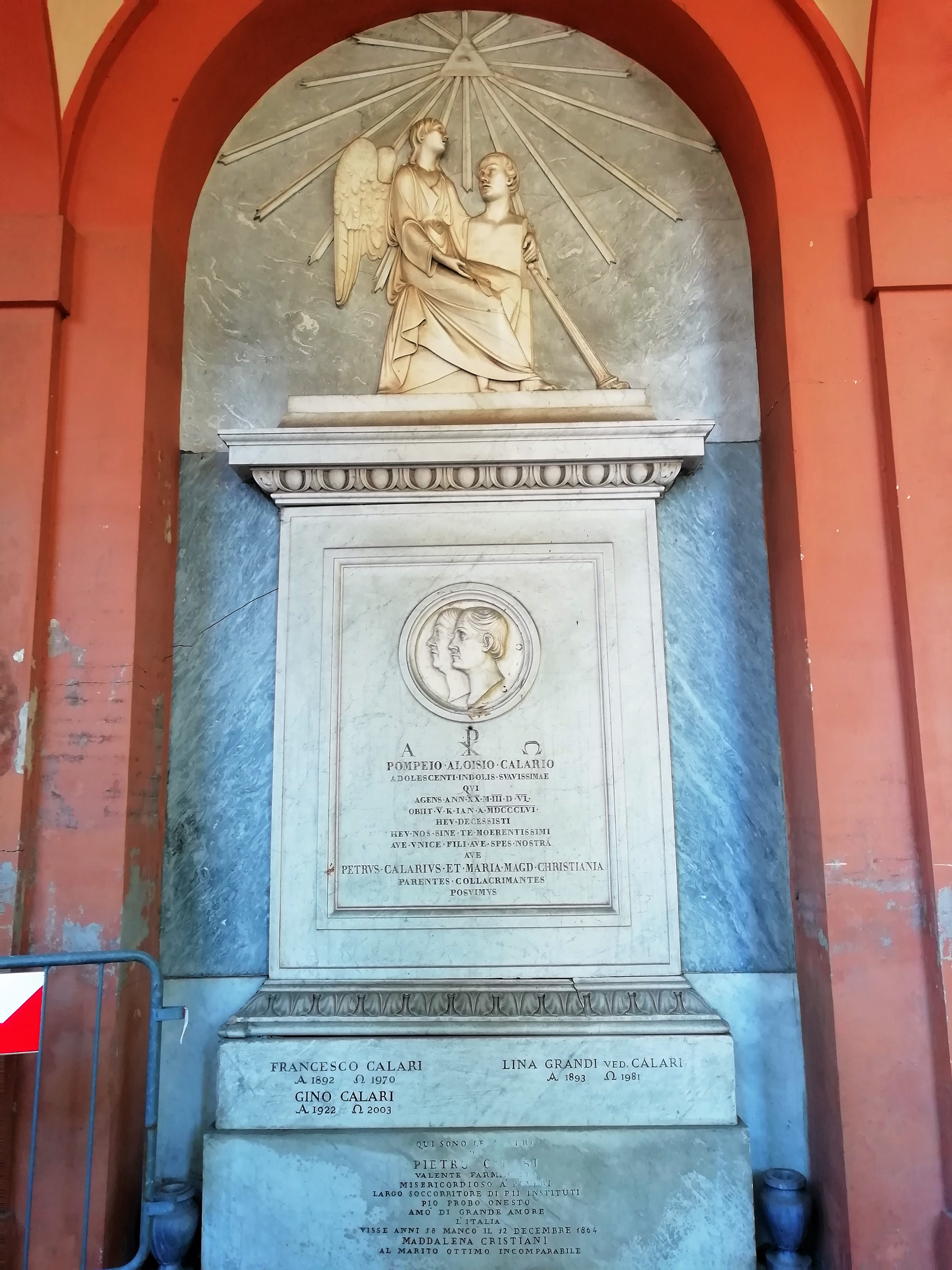
Monumento Calari
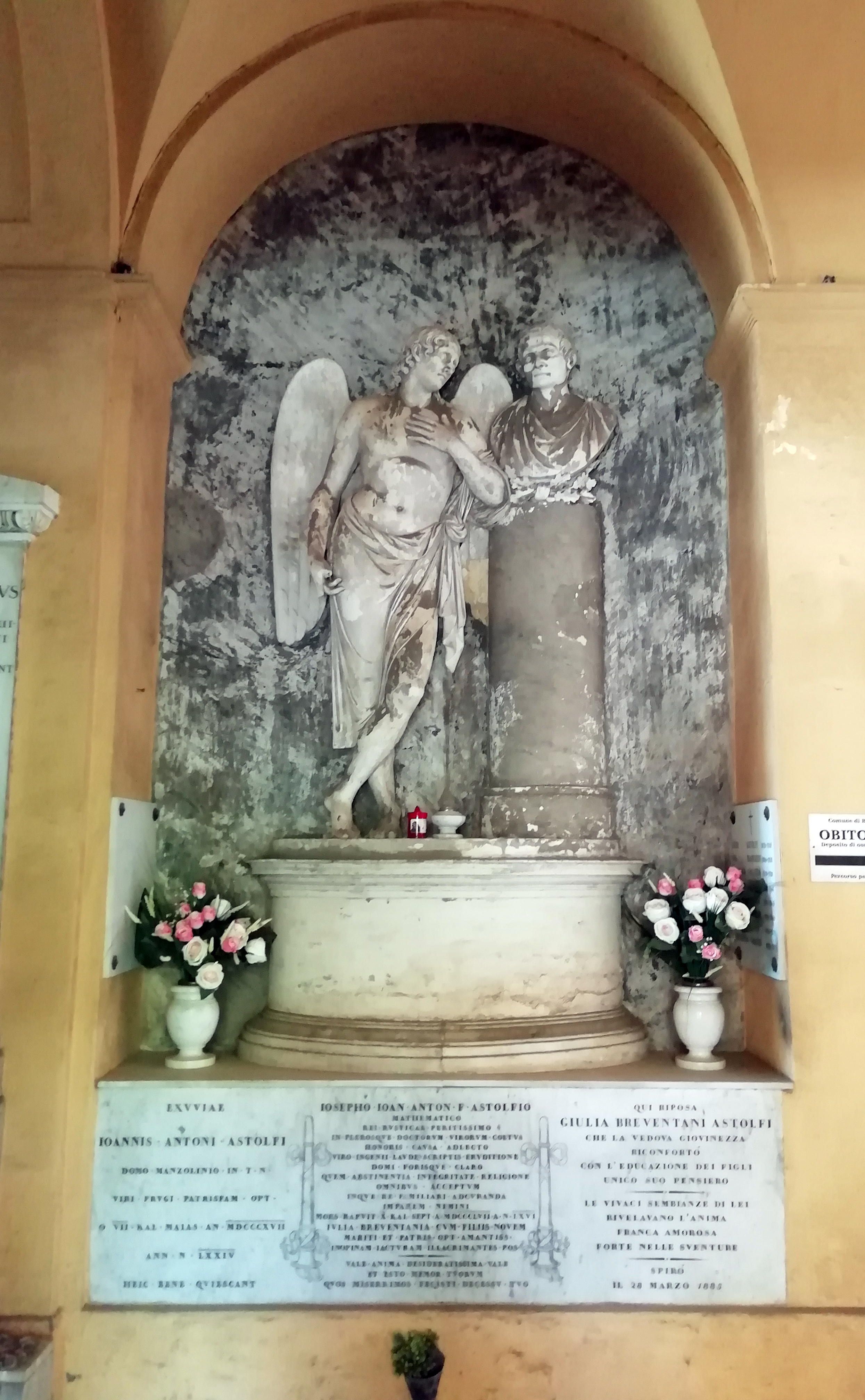
Monumento Astolfi
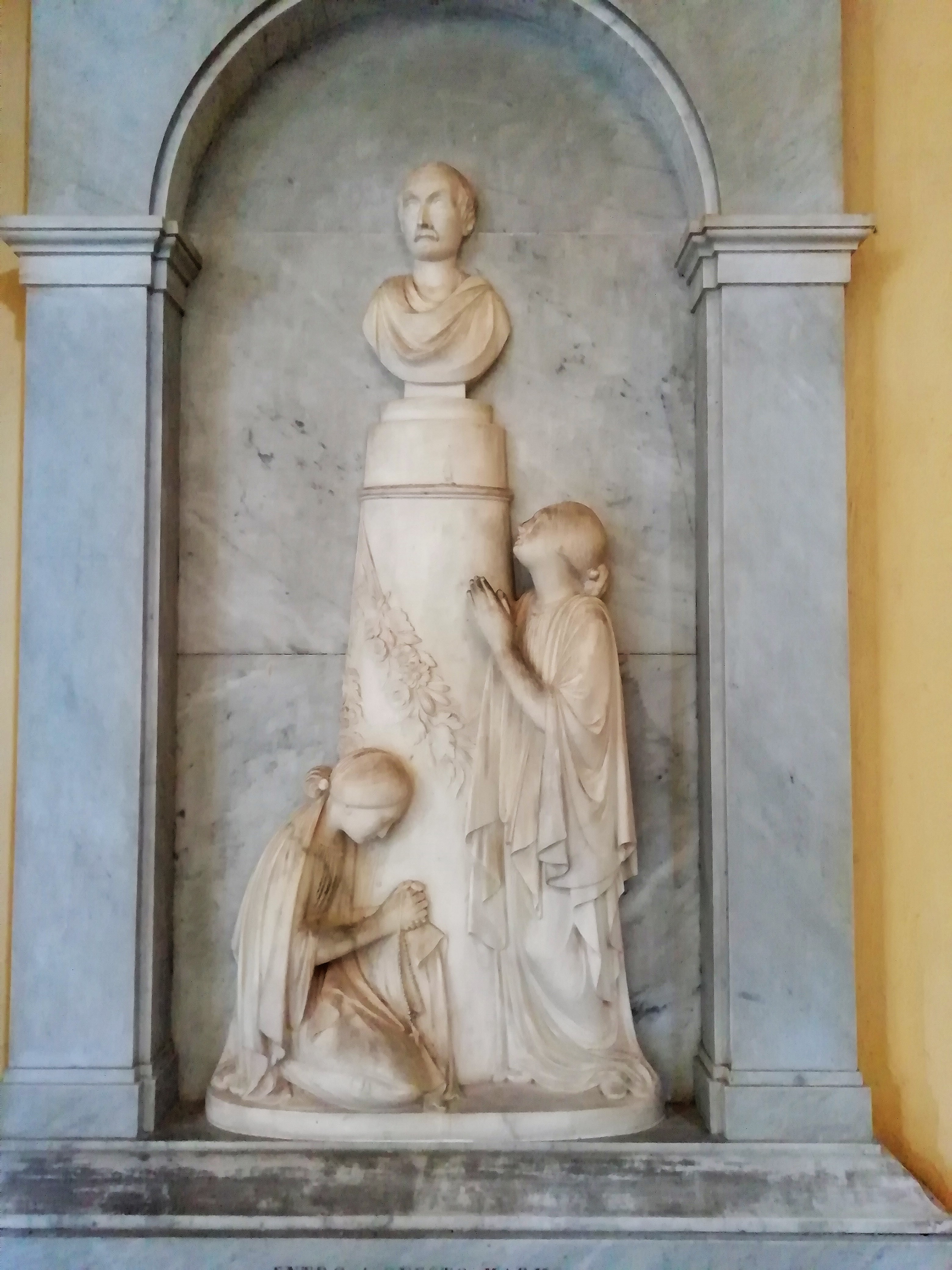
Monumento Gibelli